# 五智院 (善通寺市)
五智院（ごちいん）は、香川県善通寺市にある真言宗善通寺派の寺院で、香色山（こうじきざん）の麓に位置する。善通寺の塔頭であり、山号は香色山、本尊は五智如来である。
ご詠歌：香色山　五智に照らされ我が心　朝日とともに　昇りくるかな

## 概要
香色山の登山口にあり、正一位稲荷大明神の赤い鳥居が善通寺大駐車場の向こうに見え、赤い社殿がある。香色山の中腹にはその奥宮がある。本堂には五体の大きな五智如来石像が並び、釈迦如来石像、弘法大師石像が両脇を固める。荒魂神社やミニ四国がある。

## 行事
- 寺ヨガ：女性専用ヨガ教室を本堂で行う。当日までの完全予約制。詳細は寺へ。
- 護摩焚き：毎月１日午前11時より。関東別院（神奈川県座間市相模が丘4-73-26）を開設のため2020年6月1日を最後に2年間をめどにお休み中。

## 伽藍
- 鳥居
- 本堂：拝殿と奥殿の続き棟
- 正一位稲荷大明神堂
- 荒魂神社：拝殿と斜面に本殿祠
- 淡島明神堂（小堂）
- 奥社・稲荷大明神：拝殿と奥殿祠
- 香色山ミニ八十八ヶ所霊場：1番は本堂の中、2番以降は本堂の左外より。

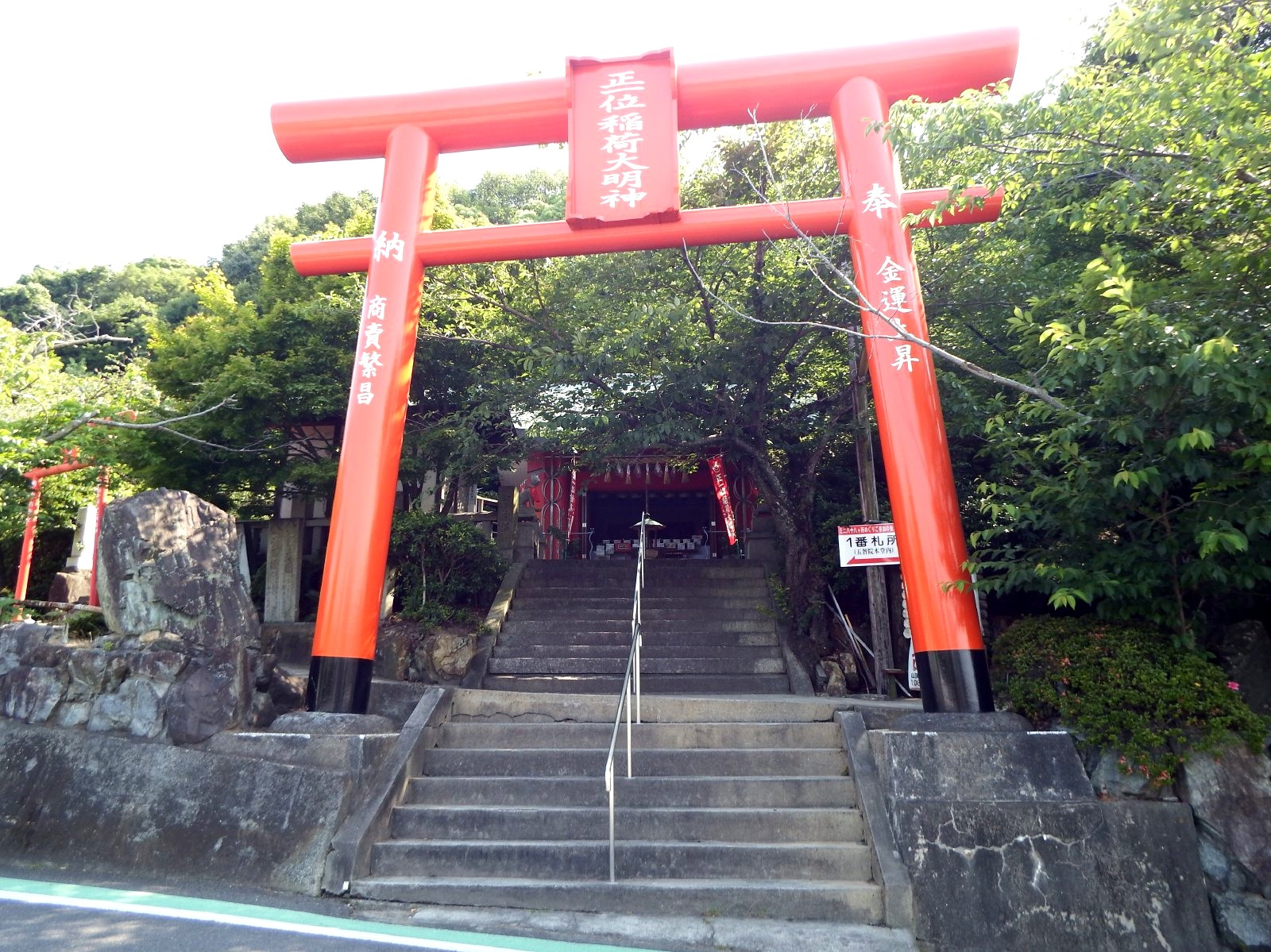
鳥居
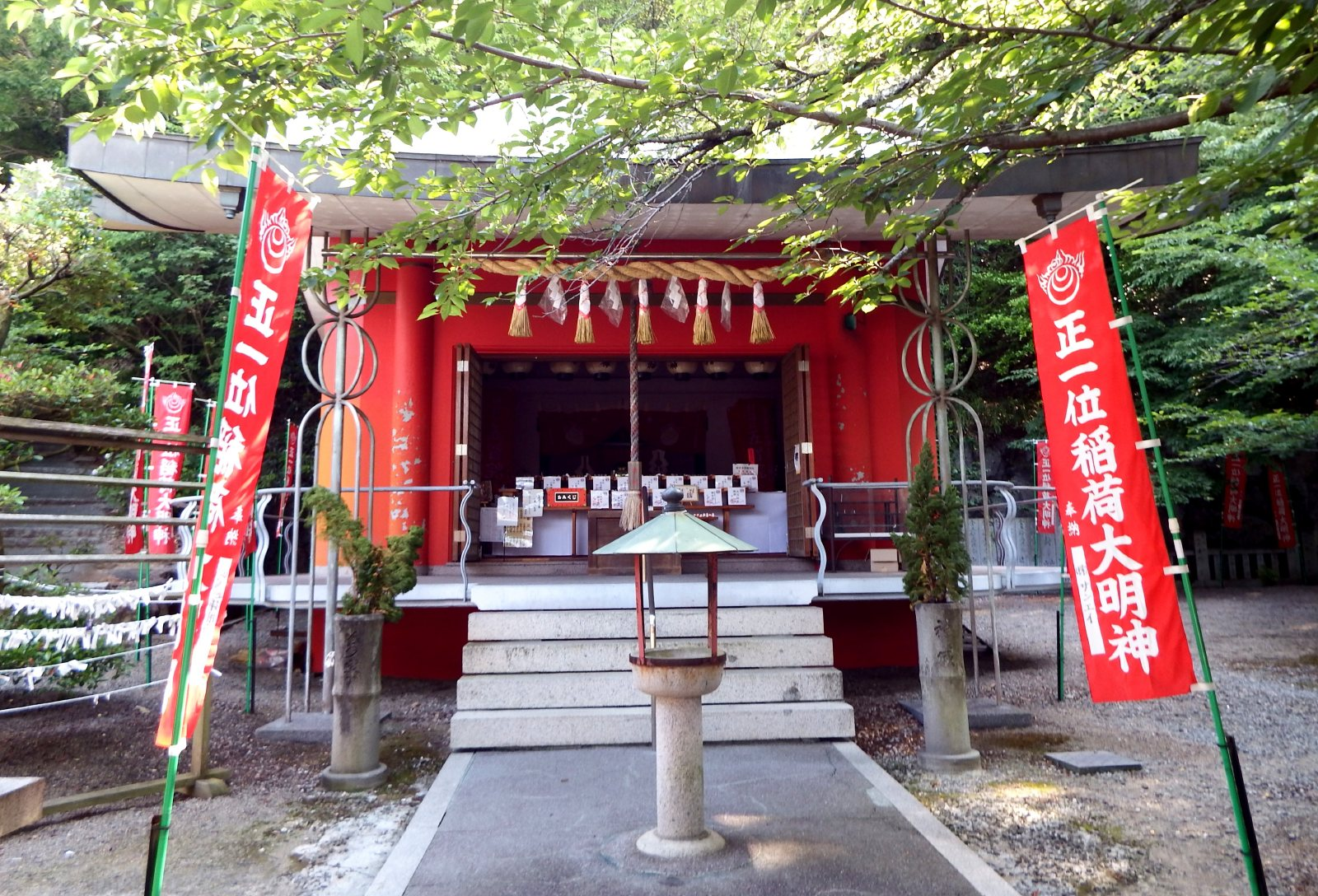
正一位稲荷大明神
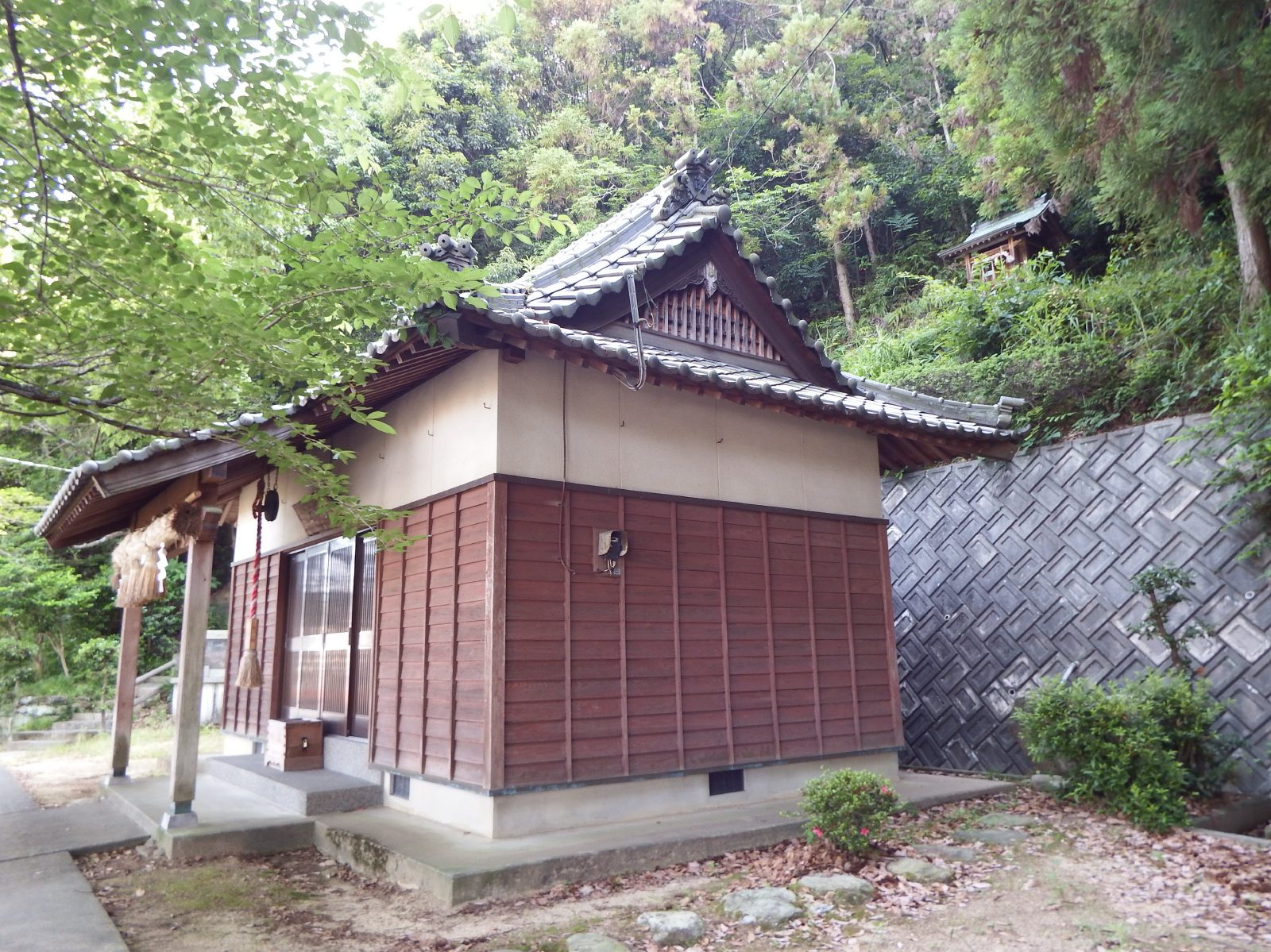
荒魂神社
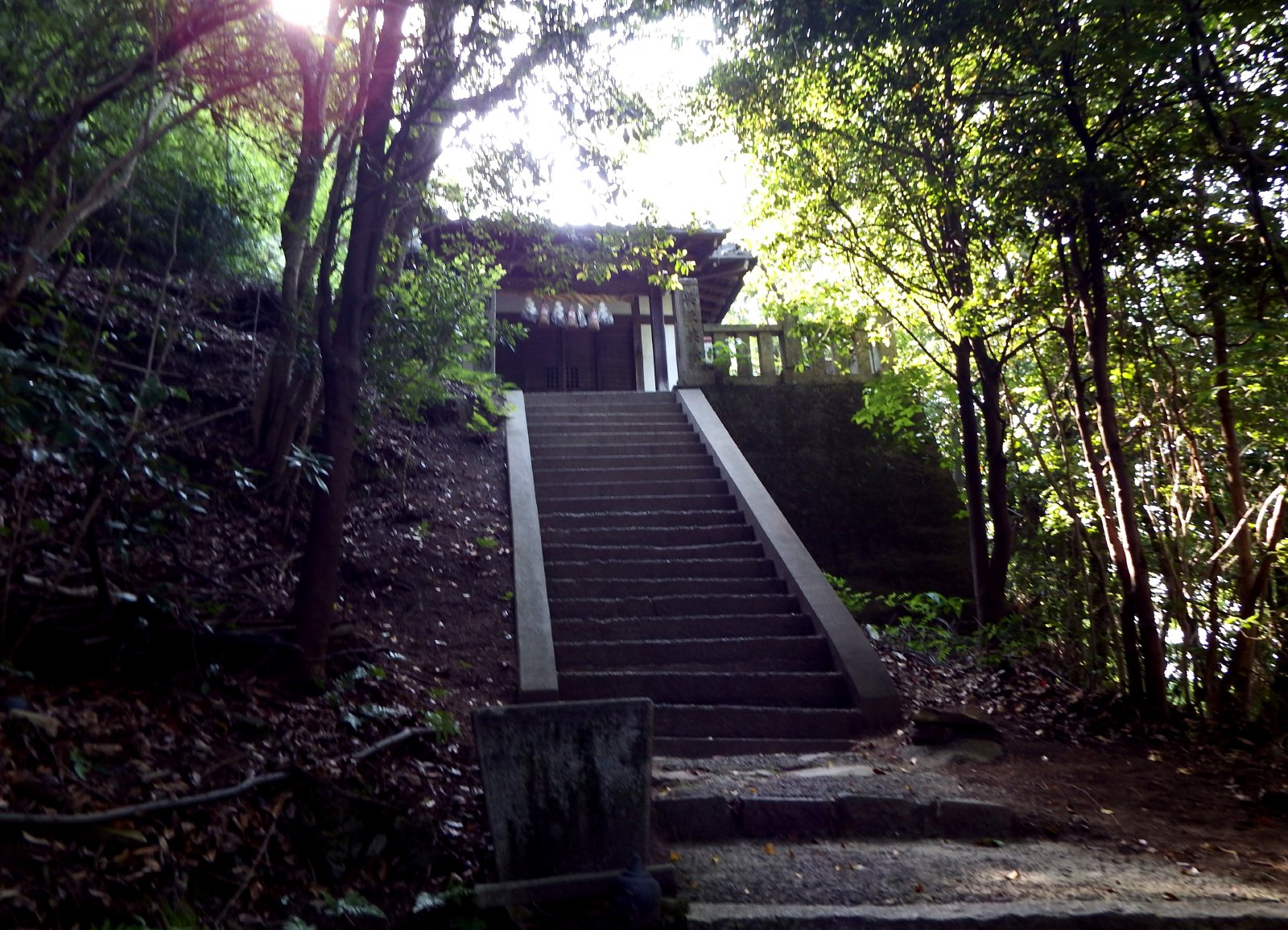
奥社・稲荷大明神
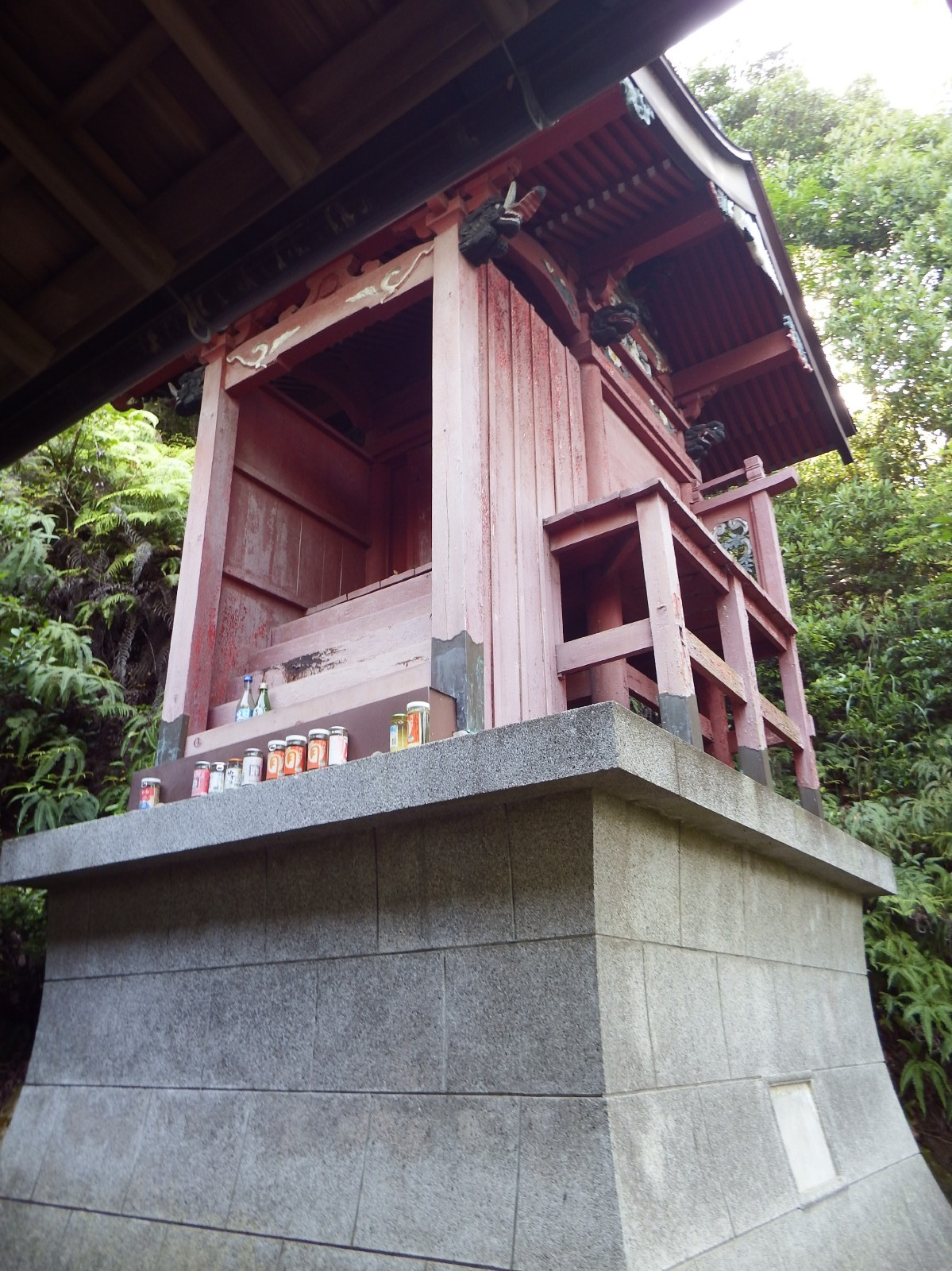
奥社本殿